# OU812
『OU812』（オーユーエイトワントゥー）は、ヴァン・ヘイレンが1988年に発表したアルバム。通算8作目で、サミー・ヘイガー在籍時としては2作目。

## 解説
アルバム・タイトルは「Oh, you ate one, too（ああ、お前も同じものを食ったのか）」をもじったもので、元メンバーであるデイヴィッド・リー・ロスのアルバム『Eat 'Em and Smile（イート・エム・アンド・スマイル・奴らを食って笑え）』に対する返答として付けられた。
前2作と同様、エドワード・ヴァン・ヘイレンがキーボードを多用。また、リトル・フィートのカヴァー「ア・アポリティカル・ブルース」では、オリジナル・ヴァージョンと同様、スライドギターを主体とした演奏を披露している。「カボ・ワボ」は後に、サミー・ヘイガーが経営するナイトクラブの店名にもなった。
ヴァン・ヘイレンにとって2作目となるBillboard 200の1位獲得作品。本作からシングル・カットされた楽曲のうち、「ホエン・イッツ・ラヴ」は全米5位、ビルボードのメインストリーム・ロック・チャートでは1位という大ヒットとなった。

## 収録曲
特記なき楽曲はメンバー4人の共作。10.はCDのみ収録。
1. マイン・オール・マイン - "Mine All Mine" - 5:11
2. ホエン・イッツ・ラヴ - "When It's Love" - 5:36
3. A.F.U. - "A.F.U. (Naturally Wired)" - 4:28
4. カボ・ワボ - "Cabo Wabo" - 7:04
5. ソース・オブ・インフェクション - "Source of Infection" - 3:58
6. フィールズ・ソー・グッド - "Feels So Good" - 4:27
7. フィニッシュ・ホワット・ヤ・スターテッド - "Finish What Ya Started" - 4:20
8. ブラック・アンド・ブルー - "Black and Blue" - 5:24
9. サッカー・イン・ア・スリー・ピース - "Sucker in a 3 Piece" - 5:52
10. ア・アポリティカル・ブルース - "A Apolitical Blues" (Lowell George) - 3:50

## 参加ミュージシャン
- サミー・ヘイガー - ボーカル、ギター
- エドワード・ヴァン・ヘイレン - ギター、キーボード、バッキング・ボーカル
- マイケル・アンソニー - ベース、バッキング・ボーカル
- アレックス・ヴァン・ヘイレン - ドラムス、パーカッション